# سیلیندر (آیووا)
سیلیندر (به انگلیسی: Cylinder) شهری در ایالت آیووا کشور ایالات متحده آمریکا است که جمعیت آن در سرشماری سال ۲۰۱۰ میلادی، ۸۸ نفر بوده‌است.